# Olavo I da Noruega
Olavo Tryggvason (em norueguês antigo: Óláfr Tryggvason; em norueguês: Olav Tryggvason), (ca. 960 – 9 de setembro? de 1000), foi rei da Noruega de 995 até sua morte. Olavo teve um papel importante na conversão dos viquingues ao cristianismo.

## Biografia
Há dúvidas sobre a data e local de nascimento de Olavo: enquanto a História da Noruega diz que nasceu nas Órcades, aonde sua mãe Astrid Eiriksdatter fugira para esconder-se de seu pai Tryggve Olafsson, a Ágrip af Nóregskonungasögum diz que Astrid apenas fugiu para as Órcades quando Olavo tinha três anos de idade. Ambas concordam que enfim Olavo rumou para a Rússia de Kiev, servindo na corte de Vladimir I. Após a morte de sua esposa Geira, Olavo deixou Wendland, onde se assentara, em 984, e em 998 teria ido às Ilhas Scilly, onde teria conhecido um profeta que haveria previsto que Olavo seria batizado após quase morrer em batalha. Alguns o identificam com Santo Elídio. Outras fontes dizem que foi batizado por Santo Alfege da Cantuária em Andover.
Viveu na Irlanda antes de tornar-se rei da Noruega e supostamente construir sua primeira igreja da Noruega, em 995, fundando as cidades de Trontêmio, em 997, e Sarpsborg.[carece de fontes?] Sendo rei, tentou expandir a fé cristã pelo seu reino, mas enfrentou a rivalidade da Dinamarca. Em uma dessas batalhas, faleceu no ano 1000, possivelmente ao cair de um barco.[carece de fontes?] Houve, contudo, rumores de sobrevivência e avistamentos até 1046.